# Carlo Gori
Carlo Gori (Livorno, 13 ottobre 1942) è un ex calciatore italiano, di ruolo centrocampista.

## Carriera
Nella stagione 1961-1962 disputa 8 partite in Serie C con il Livorno; in seguito giocò con l'Empoli, per un anno in Serie D ed altri due nuovamente in Serie C.
È poi passato all'Alessandria, con cui colleziona 56 presenze e un gol in Serie B, altre 33 in Serie C e infine 2 in Coppa Italia, e nel 1968 al Messina, con cui gioca tre tornei di Serie C, per un totale di 91 presenze e 2 gol.
Gori ha anche disputato 3 partite nell'Italia di Serie C, contro Malta, Olanda ed Austria.

## Palmarès

### Club

#### Competizioni nazionali
- Serie D: 1

Empoli: 1962-1963